# Кизилсуйська гребля
Кизилсуйська гребля — гідротехнічна споруда в Узбекистані.
Греблю спорудили в 1982 (за іншими даними — 1991) році у західному завершенні системи Гісарського хребта, в його відрозі, що має назву Яккабазький хребет та тягнеться уздовж південної сторони Шахрисабзької оази. У межах проєкту перекрили річку Тирнабулак, що стікає з Яккабазького хребта у північному напрямку та є лівою притокою Яккабагдар'ї (своєю чергою впадає ліворуч до Кашкадар'ї).
Кизилсуйська гребля виконана як земляна споруда висотою 47 метрів та довжиною 640 метрів, що потребувала 942 тис. м3 матеріалу. Вона утримує сховище з площею поверхні 2,2 км2 та об'ємом 6,5 млн м3, з яких 6 млн м3 належать до корисного (за іншими даними, об'єм сховища досягає 9 млн м3).
Основним призначенням греблі є іригація, крім того, споруда виконує селезахисну функцію.